# Снячев
Сня́чев (укр. Снячів) — село в Великокучуровской сельской общине Черновицкого района Черновицкой области Украины.
До 2020 года входило в Сторожинецкий район
Население по переписи 2001 года составляло 1931 человек. Население — 1653 человека. Почтовый индекс — 59005. Телефонный код — 3735. Код КОАТУУ — 7324588501.